# G (tone)
G er en tone. Den er grundtonen i G-dur og g-mol.
I den tempererede stemning med a stemt til 440 Hertz vil et g have grundfrekvensen på omkring 392 Hertz eller halverede eller fordoblede frekvenser.
På en guitar vil den tredje streng gerne være stemt til et g, mens en firstrenget elbas vil have en første streng (dvs. den tyndeste) stemt til et g.
I akkorder indgår g'et i G-dur- og g-molakkorder som grundtonen, mens den indgår i Es-dur- og e-molakkorden som tersten og i C-dur- og c-molakkorden som kvinten.